# Proceso de vacancia presidencial contra Alberto Fujimori
El proceso de vacancia presidencial contra Alberto Fujimori fue una acción tomada por el Congreso de la República del Perú con la finalidad de declarar la «permanente incapacidad moral» del Presidente de la República Alberto Fujimori, lo que generó la vacancia de la Presidencia de la República. 
Este suceso formó parte de la crisis política del Perú en el año 2000 que llegó a su punto más álgido con el escándalo de los vladivideos, con el cual se reveló un grado de corrupción generalizada en el gobierno. 
En medio del caos político y la inestabilidad generada por estos hechos, Fujimori viajó el 13 de noviembre a la Cumbre del APEC en Brunéi. Al finalizar esta conferencia, se tenía previsto su paso por Kuala Lumpur para luego llegar a Tokio y desde allí emprender un viaje a Panamá para la X  Cumbre Iberoamericana. Sin embargo, Fujimori se quedó en la capital del Japón desde donde renunció a la presidencia del Perú. Esta acción no fue aceptada por el Congreso de la República que en su lugar procedió a declarar la «permanente incapacidad moral» y la vacancia de la Presidencia.

## Antecedentes históricos
La vacancia presidencial por incapacidad moral es un procedimiento de destitución constitucional que ha sido aplicado de manera extraordinaria a lo largo de la historia republicana del Perú. En dicho momento, solo se dieron dos: en 1823, al presidente José de la Riva-Agüero y en 1914 al presidente Guillermo Billinghurst.
| |
| José Mariano de la Riva-Agüero y Sánchez Boquete (vacado por negarse a trasladar el gobierno peruano a Trujillo durante la guerra de independencia en 1823) |

|                                                                                          |
| Guillermo Enrique Billinghurst Angulo (vacado por intentar disolver el congreso en 1914) |

## Marco jurídico

### Causales de vacancia
La vigente Constitución de 1993 establece en su artículo 113° que la Presidencia de la República vaca por:

1. Muerte del Presidente de la República.

2. Su permanente incapacidad moral o física, declarada por el Congreso.

3. Aceptación de su renuncia por el Congreso. 

4. Salir del territorio nacional sin permiso del Congreso o no regresar a él dentro del plazo fijado. Y

5. Destitución, tras haber sido sancionado por alguna de las infracciones mencionadas en el artículo 117.º de la Constitución.

### Votación requerida para aprobar la moción
Con relación a la vacancia por la causal de «permanente incapacidad moral o física», en el año 2000 no existía una norma dictada por el Congreso que estableciera un procedimiento a seguir en caso se decidiera activar esta cláusula constitucional. En tal sentido, al no existir parámetros legales a los cuales sujetarse, el Congreso asumió que para la declaración de vacancia presidencial bastaba con aprobar tal decisión por mayoría simple.
Fue recién en el año 2003 que una sentencia del Tribunal Constitucional (Sentencia N° 0006-2003-AI/TC) advirtió el vacío legal existente y fijó como criterio que en adelante la destitución del presidente de la república sólo podría ser aprobada con una votación calificada de cuando menos los dos tercios del número legal de congresistas, exhortando al Congreso a legislar sobre la materia. En atención a ello, mediante Resolución Legislativa del Congreso N° 030-2003-CR se dictó por fin la normativa en cuestión. Este procedimiento sería luego seguido durante el fallido proceso de vacancia contra el presidente Pedro Pablo Kuczynski en el año 2017.

## Contexto

### Crisis del gobierno de Fujimori
A partir de finales de los 90, el gobierno de Fujimori enfrentó una creciente impopularidad mientras se descubrían numerosos casos de corrupción, volvían las dificultades económicas y se hacían patentes las intenciones de éste de perpetuarse en el poder. En septiembre de 1998, el congreso (en el que los partidarios de Fujimori tenían la mayoría absoluta) desestimó el pedido de nulidad de la Ley de Interpretación Auténtica que permitía una segunda reelección de Fujimori, la misma que era considerada ilegal por la oposición.
Fujimori se presentó como candidato para las elecciones generales del 2000 sin renunciar previamente a su investidura de Presidente de la República. Tras una campaña proselitista empañada de acusaciones de fraude, tienen lugar en abril las elecciones, en las cuales surgió inesperadamente como segundo el economista Alejandro Toledo, líder del movimiento político Perú Posible, y que posteriormente aglutinaría en torno a sí a los grupos de la oposición.
Durante la primera vuelta, Fujimori superó a todos los otros candidatos incluido Alejandro Toledo quien argumentando un  fraude se negó a participar en la segunda vuelta electoral (sin presentar nunca su renuncia oficial ante el Jurado Nacional de Elecciones) y llamó a la población a votar en blanco. Producida esta, que tuvo lugar en mayo, resultó ampliamente elegido Alberto Fujimori y la opción alentada y respaldada por Toledo del voto en blanco alcanzó la nada despreciable cifra del 17% de los sufragios. A raíz de la victoria de Fujimori, sus detractores incitaron protestas y el 28 de julio, durante la toma de posesión de Fujimori, tuvo lugar la Marcha de los Cuatro Suyos dirigida por Alejandro Toledo. Durante la marcha, se denunció la infiltración de matones para desorganizarla y ocurrió el incendio de una sede del Banco de la Nación, en el cual murieron 6 de sus empleados. Se especuló que el gobierno había ordenado iniciar el incendio, ya que las instalaciones se desplomaron por completo a pesar de ser de material noble, y en los enfrentamientos entre los vehículos policiales y los manifestantes no se dio la magnitud destructiva necesaria como para destruir un edificio al punto que quedó el del Banco de la Nación.

"Un importante contingente de ciudadanos no coincide con nuestras propuestas. Eso es previsible en el juego democrático. Sin embargo, respetando esas opiniones discrepantes, tenemos que admitir que no existe ninguna democracia en el mundo en la que gobiernen las minorías, por muy respetables que éstas sean. Menos aún que gobiernen los no elegidos, o aquellos candidatos a congresistas que han obtenido un mínimo número de votos. Eso no existe en ninguna parte del mundo, menos en el Perú."
Alberto Fujimori Fujimori,
28 de julio de 2000.

Tiempo después de iniciar su tercer período en el 2000 y a través de la compra de un vídeo por parte de grupos opositores, salieron a la luz el 14 de septiembre de ese año evidencias de los actos de corrupción efectuados durante su gobierno por Montesinos, su más cercano colaborador. Fue mediante vídeos de cámara oculta que Montesinos instalaba y en los que aparecía sobornando a miembros de otros partidos para que apoyasen a Fujimori. En ese momento estalló la que sería la última crisis de su gobierno.

### Pedido de Fujimori para adelantar elecciones
Ante los hechos suscitados, Fujimori dio un sorpresivo mensaje a la nación el 16 de septiembre, donde anunciaba la desactivación del SIN y la convocatoria a nuevas elecciones generales, tanto para la elección de un presidente como de un nuevo congreso de la República. En estas elecciones, señaló que no participaría activamente como candidato.

(...) Por ello, tras una profunda reflexión y objetiva evaluación de la coyuntura, he tomado la decisión: primero, de desactivar el Sistema de Inteligencia Nacional, y en segundo lugar de convocar, en el mediano plazo posible, a elecciones generales —medida esta última que espero sea acogida y entendida, en su real contexto por los organismos competentes—. En esas elecciones generales —de más está decirlo— no participará quien habla, sino todos aquellos que se sientan capaces de ejercer la primera magistratura o las funciones congresales.
Alberto Fujimori Fujimori,
16 de septiembre de 2000.

Fujimori cesó a Montesinos de su cargo formal como asesor, agradeciéndole por los servicios prestados, en un acto que provocó indignación en muchos ciudadanos. Además Fujimori entregó personalmente 15 millones de dólares en efectivo a Montesinos como indemnización. Poco después, Montesinos viajó a Panamá buscando asilo político, que nunca fue concedido. El 23 de octubre regresó por sorpresa, lo que desató un nuevo escándalo. El 29 de octubre Montesinos volvía a salir furtivamente del país, a bordo del velero «Karisma», llegando a recalar finalmente en Venezuela en la clandestinidad.
De otro lado, dado que la Constitución peruana no permite convocar a elecciones generales mientras no se haya producido el cese (por muerte o renuncia) tanto del presidente como de los dos vicepresidentes (cosa que hasta ese momento no ocurría), el Congreso de la República, aun controlado por los partidarios de Fujimori, dictó la Ley de Reforma Constitucional N° 27365 del 5 de noviembre de 2000, la cual introdujo en la Constitución una disposición transitoria mediante la cual se acortó el mandato del presidente de la república y de los congresistas, esto con la finalidad de hacer viable la intención de Fujimori de convocar a nuevas elecciones.
En medio del caos político y la inestabilidad de su presidencia, Fujimori en su condición de Presidente del Perú, viajó el 13 de noviembre a la Cumbre del APEC en Brunéi. Al finalizar esta conferencia, se tenía previsto su paso por Kuala Lumpur para luego llegar a Tokio y desde allí emprender un viaje a Panamá para la X Cumbre Iberoamericana; sin embargo Fujimori se quedó en la capital del Japón. En la ciudad nipona Fujimori se hospedó en el lujoso hotel New Otani, además declaró a la Agence France-Presse que "no quiere ser un factor de perturbación" en el Perú.

### Renuncia de Fujimori
Ante el temor de que fuera denunciado penalmente por los actos de corrupción de su gobierno y alegando falta explícita de garantías para su integridad física; Fujimori, desde Tokio, remitió por fax al Presidente del Congreso de la República, su renuncia formal a la Presidencia y luego envió un mensaje a sus partidarios, anunciándoles que renunciaba a la Presidencia del país:

"He vuelto, entonces, a interrogarme sobre la conveniencia para el país de mi presencia y participación en este proceso de transición. Y he llegado a la conclusión de que debo renunciar, formalmente, a la Presidencia de la República, situación que contempla nuestra Constitución, para, de este modo, abrir paso a una etapa de definitiva distensión política que permita una transición ordenada y, algo no menos importante, preservar la solidez de nuestra economía."
Alberto Fujimori Fujimori,
19 de noviembre de 2000.

## Proceso de vacancia
Ante lo insólito que significó la renuncia de Fujimori desde el exterior y debido a la indignación generada por los escándalos suscitados, el Congreso de la República decidió rechazar dicha renuncia (que por carecer de refrendación ministerial, era legalmente nula) y declarar vacante la Presidencia de la República aduciendo "incapacidad moral permanente" inhabilitando además a Fujimori para ejercer cualquier cargo público por un periodo de 10 años.

"Artículo 1°.- Declárase la permanente incapacidad moral del Presidente de la República, ciudadano Alberto Fujimori Fujimori, según lo establecido en el inciso 2) del artículo 113° de la Constitución Política del Perú.

Artículo 2°.- Declárase la vacancia de la Presidencia de la República, debiendo aplicarse las normas de sucesión establecidas por el artículo 115° de la Constitución Política del Perú."
Resolución Legislativa,
21 de noviembre de 2000.

### Votación del Congreso
Tras debatir y aprobar la renuncia a la Primera Vicepresidencia de la República de Francisco Tudela (104 a favor, 3 en contra y 1 abstención), se procedió a debatir la moción de vacancia a la Presidencia de la República por incapacidad moral. A las 22:50 horas del 21 de noviembre de 2000, tras más de 10 horas de debate, la moción fue aprobada con 62 votos a favor, 9 en contra y 9 abstenciones. 31 congresistas del partido de gobierno Perú 2000 se retiraron del hemiciclo antes de la votación.

A favor: 62 congresistas
En contra: 9 congresistas
Abstenciones: 9 congresistas
Ausentes: 39 congresistas
Suspendido: 1 congresista

Al día siguiente, tras aceptar la renuncia a la Segunda Vicepresidencia de la República de Ricardo Márquez Flores (99 a favor, 0 en contra y 0 abstenciones), el presidente del Congreso peruano, Valentín Paniagua, asumió la Presidencia de la República del Perú.

### Inhabilitación política
El 23 de febrero de 2001, con 60 votos a favor, el Congreso peruano aprobó inhabilitar políticamente al expresidente peruano Alberto Fujimori:

"De conformidad con el artículo 100° de la Constitución Política, y considerando la gravedad de los hechos denunciados contra el expresidente de la República, don Alberto Fujimori Fujimori y las evidentes infracciones constitucionales en que ha incurrido, se hace imperativo ejercer las atribuciones del Congreso de la República establecidas en el artículo 100° de la Carta Magna del Estado, para imponer sanción ejemplar, ha resuelto:

Inhabilitar a don Alberto Fujimori Fujimori, expresidente de la República, para el ejercicio de toda función pública por diez años."
Resolución Legislativa,
23 de febrero de 2001.

## Sucesión presidencial y nuevas elecciones
De acuerdo con el artículo 115° de la Constitución Política del Perú, la línea de sucesión presidencial implica que ante la muerte, renuncia, o incapacidad declarada del presidente, debe asumir el primer vicepresidente o en defecto de este el segundo vicepresidente, cualquiera de ellos con el mandato de completar el periodo presidencial de cinco años para el que fueron elegidos. Si el impedimento del presidente y los dos vicepresidentes es permanente, el presidente del Congreso asume el mando interinamente y convoca de inmediato a elecciones. 
El 16 de setiembre de 2000, Fujimori anunció en un mensaje a la nación su decisión de adelantar las elecciones generales como salida a la crisis que se había generado. Es decir, inicialmente no pretendía renunciar, sino únicamente acortar su mandato y mantenerse en el poder hasta el 28 de julio de 2001, fecha en que lo entregaría a quien resultara elegido. Sin embargo, dado que la Constitución peruana no permite el adelanto de elecciones (salvo en el caso previsto en el artículo 115°) el Congreso, aun controlado por los partidarios de Fujimori, tuvo que dictar la Ley de Reforma Constitucional N° 27365 del 5 de noviembre de 2000, la cual introdujo en la Constitución una disposición transitoria mediante la cual se acortó el mandato del presidente de la república y de los congresistas, a efectos de viabilizar la intención de Fujimori. Fue recién el 21 de noviembre de 2000 que Fujimori fue vacado de su cargo, produciéndose luego la renuncia del segundo vicepresidente Ricardo Márquez Flores (el primer vicepresidente Francisco Tudela ya había renunciado el 23 de octubre de 2000), razón por la cual el presidente del congreso Valentín Paniagua debió asumir interinamente la presidencia de la república y convocar inmediatamente a nuevas elecciones generales. Si la destitución de Fujimori y las renuncias de los vicepresidentes se hubieran presentado con anterioridad, no hubiera sido necesaria la reforma constitucional para la convocatoria a elecciones generales, pues ésta se hubiera producido al amparo del artículo 115° de la Constitución.